# Стара Майна
Іске Майна або Ківе Майна (тат. Иске Майна, чув. Кивĕ Майна) — селище міського типу, адміністративний центр Старомайнського району Ульяновської області й Старомайнського міського поселення.
До 1917 року також було відоме як Богоявленське (рос. Богоявленское).

## Географія
Стара Майна розташована на лівому березі Куйбишевського водосховища Волги, за 68 км на північний схід від Ульяновська й за 34 км на північ від станції Чердакли на залізничній лінії Ульяновськ — Уфа.

## Історія
На думку ульяновських археологів на території Старої Майні люди безперервно жили з III — IV сторіччя. Першими сюди прийшли народ іменьковської культури, що тривала на території Старої Майні майже 400 років.
Наступні 5 сторіч тутешніми землями володіла Волзька Булгарія.
Після монгольської навали поселення відносилося доЗолотої Орди. Після розпаду, котрої землі відходять до Казанського ханства.
1552 року Московське царство знищує Казанське ханство й приєдную Надволжя до своєї держави. Але тільки у 1650—1700 роках тут з'явилася перша монаша колонія костромичан.
Згідно з переказами, село Богоявленське було засновано ігуменом Герасимом з ченцями Костромського Богоявленського монастиря у 1655—1661 роках, але через постійні набіги кочовиків вони лишили його.
Датою заснування села вважається 1670 рік, коли за наказом царя Олексія Михайловича, на березі річки Майна, тепер Старомайнської затоки Куйбишевського водосховища, було зведено «місто з тином» — Майнський остріг, що увійшло у підпорядкування Казанського приказу. Остріг мав 900 сажень в довжину й 200 у ширину, 12 глухих веж й 6 проїжджих веж, з'єднаних частоколом. Навколо острогу було викопано рів. Першим воєводою Майнського острогу було призначено Матвія Савелійовича Салова.
У 1708 році за адміністративного поділу Петра I, село Богоявленське-Майна увійшло до складу Казанського повіту Казанської губернії.
У 1734 році військовий Майнський остріг перетворюють на цивільне село Майна.
У 1774 році у Майні зупинявся пугачовський загін отамана Сомова, який відступав з під Казані до Білого Яру.
Перша дерев'яний храм у Майні був побудований у 1777 році; мав два престоли: на честь Богоявлення і Святителя Миколая Мирлікійського . Недовдовзі храм було знищено пожежею.
У 1780 році, за адміністративного поділу Катерини II, село Майна увійшло до складу Симбірського намісництва.
З 1796 року Майна у Ставропольському повіті Симбірської губернії.
З кінця XVIII до початку XIX сторіччя 56 родин ремісників-цеглярів відселилася на річку Малий Авраль, де заснували нове поселення Нову Майну, а Майна почала називатися Старою Майною.
У 1823 році, з ініціативи графа Дмитра Миколайовича Блудова, було зведено кам'яний Богоявленський храм, що зберігся дотепер.
З 1851 року Стара Майна відносить до Ставропольського повіту Самарської губернії.
У 1859 році Стара Майна у 2-му стані Ставропольського повіту Самарської губернії, число дворів — 479, чоловіків — 1333, жінок — 1390, є церква, базари, пристань.
У 1861 році село стало адміністративним центром — Старомайнської волості.
У 1862 році в Старій Майні відкрилося перше у Російській імперії спеціальне училище з підготовку сільських вчительок, в якому навчалися селянські дівчата.
1872 року була побудована друга кам'яна церква з престолом Олександра Невського.
У 1880 році в селі 11 товариств, 567 дворів, 1205 чоловіків й 1311 жінок.
У 1889 році Стара Майна — волосний центр Ставропольського повіту Самарської губернії, число дворів — 610, чоловічої статі (ревізьких душ) — 1149, обох статей — 3191, є дві церкви, поштово-телеграфна контора, хлібний базар, 5 вітряних, 5 водних й 1 паровий млин.
У 1898 році побудована дерев'яна крита залізом школа.
У 1910 році Стара Майна — волосний центр Ставропольського повіту Самарської губернії, число дворів — 809, чоловіків — 2047, жінок — 2016, обох статей — 4063 особи, в селі було 2 церкви, 4 школи: земська чоловіча, земська жіноча й 2 церковно-парафіяльні школи.
21 липня 1918 року на пристань висадився розвідувальний червоноармійський десант з 10 матросів з бойового судна «Лев», яких було страчено під керівництвом заможних містян. Їх тіла були поховані за селом, а в 1956 році перепоховані в Парку Перемоги й споруджено пам'ятник-обеліск.
З 1919 року Стара Майна — волосний центр Мелекеського повіту Самарської губернії.
З 1928 року — районний центр Старо-Майнського району Ульяновського округу Середньо-Волзької області (з 1929 року — Середньо-Волзького краю, з 1935 року — Куйбишевського краю, з 1936 року — Куйбишевської області).
У 1931 році — до Старомайнської сільради Чердаклінського району Середньо-Волзького краю відносилися: село Верхня Матросовка, селище Зоря, будка Затон, сільце Нижня Матросовка, селище Потаповський, село Стара Майна, колгосп «Молода Гвардія», колгосп імені Сталіна, хутір Трудівник, хутір Трубєнське об'єднання, кордон Лісовий кордон. У селі Стара Майна було 1045 дворів, в яких мешкало 4225 осіб.
У 1935 році Стара Майна знову стала центром Старо-Майнського району.
У 1937 році відкрилася перша середня школа.
З 19 січня 1943 року Стара Майна — районний центр Старомайнського району Ульяновської області.
Рішенням Ульяновського облвиконкому від 7 квітня 1967 року село Стара Майна стало робочим селищем.
1992 року Старомайнський райвиконком перетворено на адміністрацію Старомайнського району.
29 травня 2005 року робітниче селище Стара Майна стало адміністративним центром Старомайнського міського поселення.
15 вересня 2016 року у Старій Майні відкрито перший в області Музей Лісу.

## Населення
Чисельність населення:
| рік             | 1855 | 1928 | 1959 | 1989 | 2002 | 2020 |
| --------------- | ---- | ---- | ---- | ---- | ---- | ---- |
| населення, осіб | 2681 | 3692 | 4873 | 6633 | 6988 | 5981 |

## Інфраструктура
Освіта — середні школи, сільськогосподарський технологічний технікум (відкритий у 2002 року), Старомайнський козацький кадетський клуб (відкрито 2003 року).

## Пам'ятники
- Меморіальний комплекс «Алея Слави» (1975)[17];
- Алея Героїв Старомайнського району (відкрита 22.06.2005 р.);
- Пам'ятник-монумент «Бронеавтомобиль» (2010);
- Меморіальна конструкція «Трудівники тилу» (2010);
- Пам'ятник дітям, обпаленим війною (2015);
- «Скорботна мати» (2017);

## Відомі люди
- Олександр Сергійович Скобелєв (Невєров) — письменник, працював в Старій Майні у галантерейної лавочці Никіфорова